# Constantin Dumitriu
Constantin Dumitriu (n. 7 noiembrie 1971, Brăila) este un politician democrat din România, de profesie jurist. La alegerile europarlamentare din 2007 a fost ales eurodeputat din partea PD.